# Eupetersia paradoxa
Eupetersia paradoxa är en biart som beskrevs av Blüthgen 1928. Eupetersia paradoxa ingår i släktet Eupetersia och familjen vägbin. Inga underarter finns listade i Catalogue of Life.